# SETOUCHI THE MOVIE
『SETOUCHI THE MOVIE』（セトウチ ザ ムービー）は、2018年公開のドキュメンタリー短編映画。芸能事務所・アミューズの創業者で現会長の大里洋吉の初監督映画。監修は、本広克行。

## 概要
アミューズ創立40周年を記念する文化事業として、「瀬戸内」をテーマに制作された。
制作のきっかけは、大里が2013年に「天空からの招待状」と出会ったことであった。約3年を費やして制作された。当初は、北海道から沖縄までを空撮する予定だったが、時間や費用の関係で、瀬戸内に限定している。
撮影では、最新鋭のドローンやヘリコプター、タイムラプス、ハイパーラプスなどが駆使された。
2018年のショートショート フィルムフェスティバル&アジア、2019年の瀬戸内国際芸術祭などで上映された。

## スタッフ
- 監督・企画：大里洋吉
- スーパーバイザー：本広克行
- 製作：アミューズ、ライブ・ビューイング・ジャパン
- 制作プロダクション：プロダクション I.G